# Primera División (Argentinien) 1966
Die Primera División 1966 war die 36. Spielzeit der argentinischen Fußball-Liga Primera División. Begonnen hatte die Saison am 6. März 1966. Der letzte Spieltag war der 1. Dezember 1966. Als Aufsteiger kamen Colón de Santa Fe sowie der Quilmes AC aus der Primera B Nacional dazu. Der Racing Club beendete die Saison als Meister und wurde damit Nachfolger der Boca Juniors. Man qualifizierte sich damit wie auch das zweitplatzierte River Plate für die Copa Libertadores 1967, die man auch – wie wenig später gegen Manchester United auch den Weltpokal – gewinnen konnte. Absteigen mussten keine Teams, da der Ligamodus zur kommenden Saison komplett umstrukturiert wurde und es ab 1967 Hin- und Rückrunde (Torneo Metropolitano und Torneo Nacional) gab, wobei beide Halbjahresspielzeiten einen argentinischen Meister hervorbrachten, es also ab dem Jahr 1967 zwei Titelträger pro Jahr gab.

## Abschlusstabelle
| Pl. | Verein                      | Sp. | S  | U  | N  | Tore    | Diff. | Punkte |
| --- | --------------------------- | --- | -- | -- | -- | ------- | ----- | ------ |
| 1.  | Racing Club                 | 38  | 24 | 13 | 1  | 070:240 | +46   | 61     |
| 2.  | River Plate                 | 38  | 22 | 12 | 4  | 066:260 | +40   | 56     |
| 3.  | Boca Juniors (M)            | 38  | 17 | 14 | 7  | 051:320 | +19   | 48     |
| 4.  | CA San Lorenzo de Almagro   | 38  | 17 | 12 | 9  | 048:340 | +14   | 46     |
| 5.  | CA Vélez Sarsfield          | 38  | 15 | 16 | 7  | 049:380 | +11   | 46     |
| 6.  | CA Independiente            | 38  | 14 | 16 | 8  | 054:340 | +20   | 44     |
| 7.  | Estudiantes de La Plata     | 38  | 12 | 17 | 9  | 044:370 | +7    | 41     |
| 8.  | Gimnasia y Esgrima La Plata | 38  | 13 | 13 | 12 | 049:410 | +8    | 39     |
| 9.  | Argentinos Juniors          | 38  | 14 | 11 | 13 | 040:440 | −4    | 39     |
| 10. | Club Atlético Atlanta       | 38  | 10 | 18 | 10 | 039:380 | +1    | 38     |
| 11. | CA Newell’s Old Boys        | 38  | 14 | 10 | 14 | 045:510 | −6    | 38     |
| 12. | CA Rosario Central          | 38  | 10 | 17 | 11 | 031:300 | +1    | 37     |
| 13. | CA Banfield                 | 38  | 13 | 11 | 14 | 045:480 | −3    | 37     |
| 14. | CA Lanús                    | 38  | 9  | 13 | 16 | 043:550 | −12   | 31     |
| 15. | CA Huracán                  | 38  | 10 | 9  | 19 | 041:620 | −21   | 29     |
| 16. | Colón de Santa Fe (N)       | 38  | 8  | 11 | 19 | 030:530 | −23   | 27     |
| 17. | CA Platense                 | 38  | 6  | 15 | 17 | 025:510 | −26   | 27     |
| 18. | Ferro Carril Oeste          | 38  | 9  | 9  | 20 | 037:640 | −27   | 27     |
| 19. | Quilmes AC (N)              | 38  | 8  | 10 | 20 | 039:590 | −20   | 26     |
| 20. | Chacarita Juniors           | 38  | 5  | 13 | 20 | 036:660 | −30   | 23     |

| (M) | Vorjahres-Meister                                    |
| (N) | Vorjahres-Aufsteiger aus der Primera B Nacional 1965 |

## Meistermannschaft
| Racing Club | |
|             | Alfio Basile, Osvaldo Canadell, Juan Carlos Cárdenas, Luis Carrizo, Agustín Cejas, Nélson Chabay, Rubén Oswaldo Díaz, Oscar Martín, Jaime Martinoli, Humberto Maschio, Miguel Mori, Fernando Parenti, Roberto Perfumo, Néstor Rambert, Juan Rodríguez, Juan Carlos Rulli, Rodolfo Vicente, Rodolfo Vilanoba Trainer: Juan José Pizzuti |

## Torschützenliste
| Pl. | Nat.        | Spieler            | Verein                  | Tore |
| --- | ----------- | ------------------ | ----------------------- | ---- |
| 1   | Argentinien | Luis Artime        | River Plate             | 23   |
| 2   | Argentinien | Jaime Martinoli    | Racing Club             | 18   |
| 2   | Argentinien | Héctor Veira       | CA San Lorenzo          | 18   |
| 4   | Argentinien | Alfredo Rojas      | Boca Juniors            | 17   |
| 5   | Argentinien | Marcos Conigliario | Estudiantes de La Plata | 16   |
| 5   | Argentinien | Juan Rodríguez     | Racing Club             | 16   |